# N-Ethylhexedron
N-Ethylhexedron (auch bekannt als α-Etilaminokaprofenon, Hexen oder NEH) ist eine chemische Verbindung, die 2011 synthetisiert wurde und 2015 erstmals auf dem sogenannten  „Research Chemical-Markt“  (Markt für neue psychoaktive Substanzen) auftauchte. Das Stimulans gehört zur Stoffgruppe der Cathinone.

## Chemie
N-Ethylhexedron ist mit den Amphetaminen verwandt. Als Abkömmling des in der Khat-Pflanze natürlich vorkommenden Cathinons besitzt es wie dieses ein 2-Aminoketon. Anstelle der Methyl- trägt es eine n-Butylgruppe, die Aminogruppe ist ethylsubstituiert. Die Substanz ist chiral, es existieren zwei Enantiomere:
| Enantiomere von N-Ethylhexedron              | Enantiomere von N-Ethylhexedron              |
| -------------------------------------------- | -------------------------------------------- |
| (R)-N-Ethylhexedron CAS-Nummer: 2304915-20-4 | (S)-N-Ethylhexedron CAS-Nummer: 2304915-57-7 |

Als Salz ist das N-Ethylhexedronhydrochlorid beschrieben.

## Einnahme
Die Substanz wird entweder über die Nase konsumiert oder oral genommen, beispielsweise als Kapsel. Sie kann auch mit einer Pfeife geraucht werden.

## Wirkung
Die Wirkung wird als Kokain-ähnlicher beschrieben als die anderer Cathinone. Die stimulierende Wirkung ist stärker ausgeprägt als bei Amphetamin und eher mit Methamphetamin oder Methylendioxypyrovaleron (MDPV) zu vergleichen. Der Konsum der Substanz führt zu einem Gefühl der Euphorie, Konzentrations- und Leistungssteigerung und einem gesteigerten Rededrang. Signale des Körpers, wie Müdigkeit, Hunger und Durst werden unterdrückt und der Blutdruck gesteigert. Zudem verfügt N-Ethylhexedron über eine lokalanästhetische Wirkung, intensiviert den Tastsinn und kann eine luststeigernde Wirkung haben. Unerwünschte Wirkungen sind: kalte Füße und Hände, Übelkeit, Kieferkrämpfe, gesteigerter Harndrang, Kurzatmigkeit, sexuelle Dysfunktion.
Die Wirkung kann von einer bis vier Stunden dauern, die Nachwirkungen können ein bis zwölf Stunden andauern.

## Rechtlicher Status
Da es sich bei N-Ethylhexedron um ein Cathinon handelt, fällt es unter das „Neue-psychoaktive-Stoffe-Gesetz“ (NpSG), das am 26. November 2016 in Deutschland in Kraft getreten ist. Es ist somit eine verbotene Substanz.
In Österreich wird es durch das Bundesgesetz über den Schutz vor Gesundheitsgefahren im Zusammenhang mit neuen psychoaktiven Substanzen (Neue-Psychoaktive-Substanzen-Gesetz, NPSG) verboten.
Im Vereinigten Königreich ist die Substanz eine Droge der Klasse B gemäß The Misuse of Drugs Act 1971 (Amendment) Order 2010 nach dem Bericht des Advisory Council on the Misuse of Drugs (ACMD) über substituierte Cathinon-Derivate, wodurch es illegal ist, ohne Lizenz zu verkaufen, zu kaufen oder zu besitzen.